# Jean-Jacques Burnel

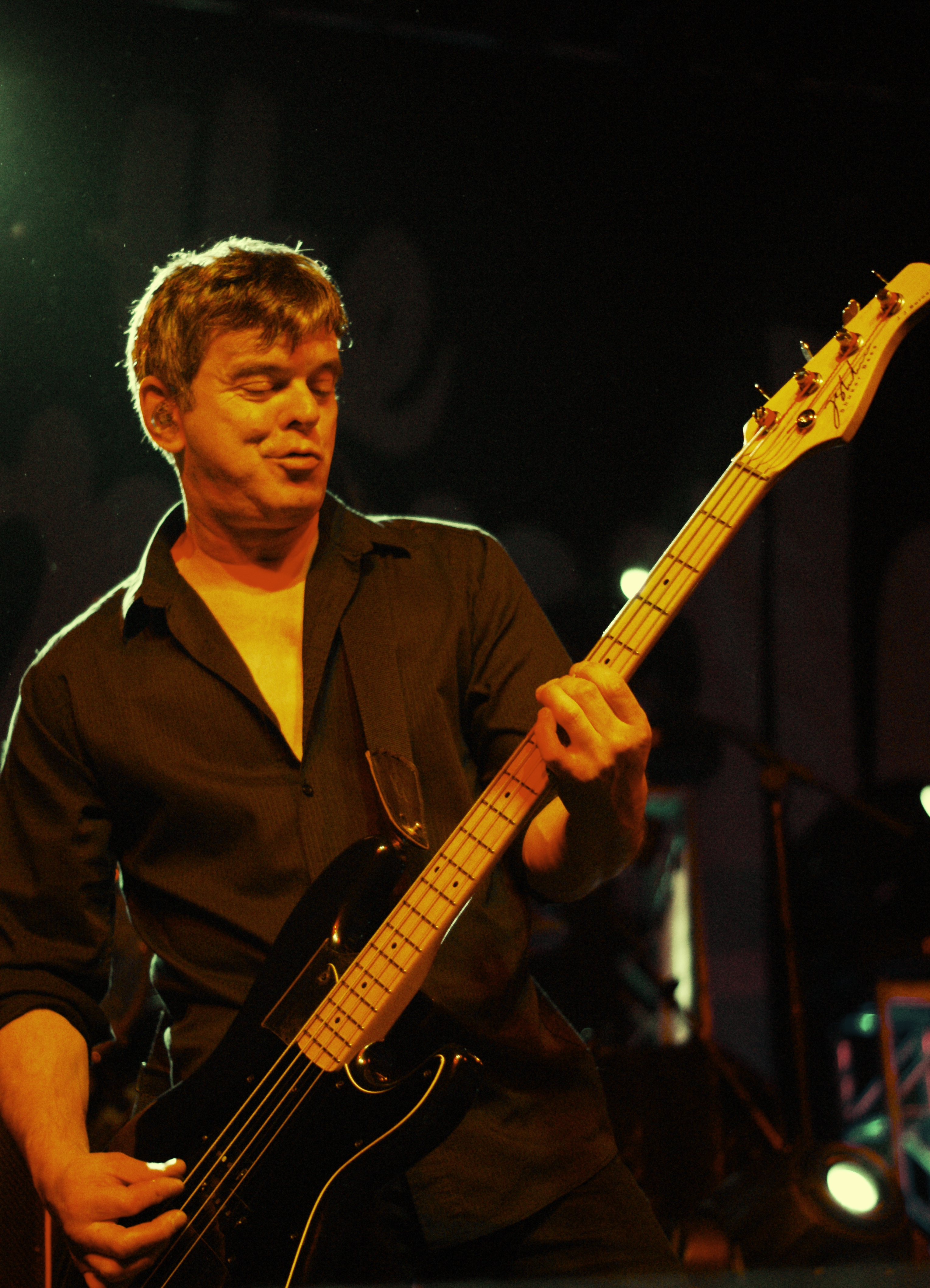
Jean-Jacques Burnel, 2011

Jean-Jacques Burnel (* 21. Februar 1952 in London) ist ein britisch-französischer Musiker. Bekannt wurde er als Bassist und Co-Lead-Sänger der Band The Stranglers.

## Karriere

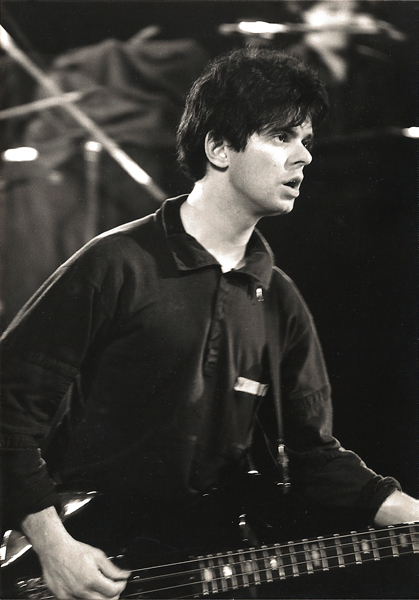
Jean-Jacques Burnel, 1983

Burnel, der klassische Gitarre gelernt hatte, gehörte als Gründungsmitglied zu den Stranglers, bei denen er die Rolle des Bassisten übernahm. 1979 veröffentlichte er ein Soloalbum, Euroman Cometh, das punkige Grundstrukturen mit elektronischen Klängen verschmolz und Platz 40 der UK-Albumcharts erreichte. 1981 produzierte er ein Album der französischen New-Wave-Band Taxi Girl und zwischen 1981 und 1983 drei Alben der belgischen Band Polyphonic Size, zu denen er zum Teil auch Bassspuren und Hintergrundgesang beisteuerte. Ein weiteres Soloalbum war Fire & Water, das 1983 erschien und den Soundtrack zum Film Ecoutez Vos Murs des französischen Filmemachers Vincent Coudanne darstellte. Das Album erreichte Platz 94 der UK-Albumcharts. 1984 war Burnel kurzzeitig parallel zu seiner Tätigkeit bei den Stranglers Mitglied der japanischen Rockband A.R.B. und spielte mit dieser ein Album ein. 1984 und 1986 spielte er die Bassspuren für zwei Alben des norwegischen Musikers Espen Beranek Holm ein. 1986 gründete Burnel zusammen mit Dave Greenfield von den Stranglers, John Ellis von den Vibrators, Manny Elias von Tears for Fears und dem späteren Propellerheads-Gründer Alex Gifford die R&B-Supergroup The Purple Helmets, die bis 1989 zwei Alben mit R&B-Coverversionen veröffentlichte. 2004 komponierte er die Titelmusik zur Anime-Serie Gankutsuō.

## Privates
Burnel wurde im Londoner Stadtteil Notting Hill als Sohn französischer Eltern geboren. Sein Vater war Koch und Restaurantbesitzer, seine Mutter arbeitete im Betrieb mit. Als Jean-Jacques zwölf Jahre alt war, zog die Familie nach Godalming südwestlich von London; die Schule besuchte er im nahegelegenen Guildford, wo sich später die Stranglers gründen sollten. Er studierte Wirtschaftsgeschichte und arbeitete nach dem Studium und vor seiner Zeit bei den Stranglers als Französischlehrer. Burnel hat den 7. Dan der Kampfsportart Karate inne und darf sich "Großmeister" nennen. Er ist Vorsitzender und Cheftrainer des britischen Kampfsportverbandes Shidokan GB.

## Diskografie

### Solo
- 1979: Euroman Cometh (United Artists)
- 1983: Fire & Water (Epic Records)
- 1988: Un Jour Parfait (Epic)
- 2005: Gankutsuou (OST, JVC Victor)

| Jahr | Titel          | Höchstplatzierung, Gesamtwochen, AuszeichnungChartsChartplatzierungen (Jahr, Titel, Platzierungen, Wochen, Auszeichnungen, Anmerkungen) | Anmerkungen |
| Jahr | Titel          | UK | Anmerkungen |
| ---- | -------------- | --- | ----------- |
| 1979 | Euroman Cometh | UK40 (5 Wo.)UK |             |
| 1983 | Fire and Water | UK94 (1 Wo.)UK |             |

### Mit A.R.B.
- 1984: Yellow Blood (Invitation)

### Mit Polyphonic Size
- 1981: P.S. (Sandwich Records)
- 1982: Live For Each Moment / Vivre Pour Chaque Instant (Sandwich)
- 1983: Walking Everywhere (Virgin Records)

### Mit The Purple Helmets
- 1988: Ride Again (New Rose Records)
- 1989: Rise Again (Anagram Records)